# 拉沙特尔区
拉沙特尔区（法語：Arrondissement de La Châtre）是法国中央-盧瓦爾河谷大區安德尔省的一个区。该区在2017年1月安德尔省的区重组之后有51个市镇。